# Bothrops pictus
Bothrops pictus este o specie de șerpi din genul Bothrops, familia Viperidae, descrisă de Tschudi 1845. Conform Catalogue of Life specia Bothrops pictus nu are subspecii cunoscute.